# Francisco de Lozano
Francisco de Lozano fue un maestro de obras de albañilería y alarife municipal de la villa de Madrid, conocido por haber traducido al castellano el libro de arquitectura titulado De re aedificatoria, de Leon Battista Alberti, titulado como Los diez libros de arquitectura y publicado en 1582, tras ser supervisado por Juan de Herrera.